# Juan Carlos González
Juan Carlos González (22 sierpnia 1924 w Montevideo, zm. 15 lutego 2010 w Buenos Aires) – piłkarz urugwajski, prawy obrońca.
Wraz z reprezentacją Urugwaju wystąpił w mistrzostwach świata 1950 jako piłkarz klubu CA Peñarol. W turnieju, w którym Urugwaj zdobył tytuł mistrza świata, zagrał w dwóch meczach – z Boliwią i Hiszpanią. W pozostałych spotkaniach zastępował go Schubert Gambetta. Nigdy w swojej piłkarskiej karierze nie wystąpił w Copa América.